# Prodlužovací kabel

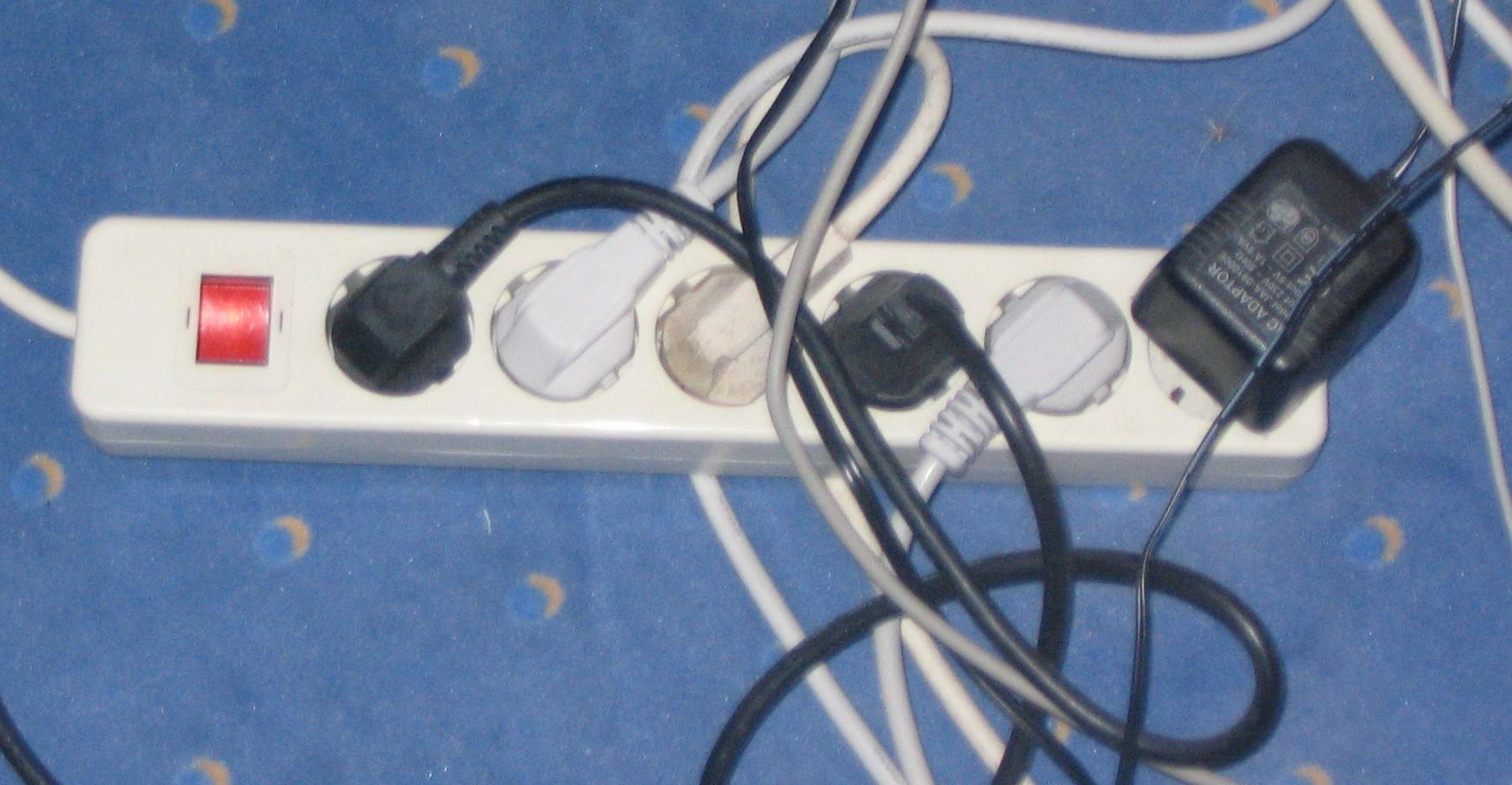
Prodlužovací kabel s vícenásobnou zásuvkou

Prodlužovací kabel je ohebný kabel opatřený na jednom konci vidlicí, na druhém spojkou. Slouží k připojení elektrických spotřebičů do zásuvky pevné elektroinstalace. Používá se všude tam, kde délka připojovací šňůry pevně spojené se spotřebičem nestačí k napojení do nejbližší zásuvky. Prodlužovací kabely jsou zásadně třížilové pro jednofázové přívody a pětižilové pro třífázové přívody.

## Základní typy prodlužovacích kabelů
- Jednofázové
  - Jednofázové s vidlicí na jednom konci a jedinou spojkou (pohyblivou zásuvkou) na konci druhém.
  - Jednofázové s vidlicí na jednom konci a mnohonásobnou zásuvkou (hovorově „pes“, z anglického power extension strip), případně dalším zařízením na druhém konci.
- Vícefázové s vícefázovou vidlicí na jednom konci a jedinou vícefázovou spojkou na druhém konci, nejčastěji třífázové provedení.
- Oddělitelné přívodní šňůry – nejčastěji jednofázové k napájení spotřebičů bez vlastní přívodní šňůry. Dříve používáno pro napájení tepelných spotřebičů (staré typy žehliček a Remosek), dnes především pro napájení počítačů. Na jednom konci oddělitelné přívodní šňůry je standardní vidlice, na druhém konci je nástrčka, koncovka, která má kontakty ukryté uvnitř tělesa.

## Konstrukce prodlužovacích kabelů
Kabel použitý pro prodlužovací přívod musí být s dvojitou izolací a podle normy musí obsahovat i ochranný vodič. Tedy kromě případů přívodních šňůr určených pro dané zařízení: Pak by náhradní či prodlužovací kabel měl být stejný, jaký je používán pro přívody ke spotřebičům.
Pro domácí použití bez nebezpečí mechanického poškození je vhodný například kabel H05VV-F s PVC izolací (staré označení CYSY). Do prostor s nebezpečím mechanického poškození se hodí například H07RN-F s pryžovou izolací (staré označení CGSG). Všechny typy kabelů mají jednotlivé žíly z laněných vodičů složených z jemných drátků.
Používány by měly být především profesionálně vyrobené prodlužovací kabely s neoddělitelně připojenou vidlicí, například FLEXO. Vidlice musí mít uvnitř sponu svírající vnější plášť kabelu. Ta slouží k odlehčení tahu. Síla tahu, která případně působí na kabel se přenáší na izolační kryt vidlice a nevytrhává vodiče z jejich uchycení v kolících. Zásuvková strana prodlužovacího kabelu musí být zpevněna obdobným způsobem: Také odlehčovat mechanický tah z elektrických vodičů.
Podle platných elektrotechnických norem smějí být prodlužovací kabely dlouhé maximálně 50 metrů. Pro délky nad 10 metrů se prodlužovací kabely dodávají často navinuté na rumpálech: plastových bubnech s držadlem. Zásuvky pak i mohou být součástí otočné části bubnu.

## Provedení prodlužovacích kabelů podle zásuvkového konce
- S jedinou jednofázovou spojkou (pohyblivou zásuvkou). Slouží k připojení jediného spotřebiče nebo k zasunutí do takzvané přívodky, která je napevno zabudovaná do stěny maringotky, karavanu, obytného automobilu nebo sanitky
- S mnohonásobnou zásuvkou
  - S několika zásuvkami v řadě za sebou, osy zásuvek jsou natočeny pro možnost zapojení úhlových vidlic a napájecích adaptérů
  - S několikanásobnou zásuvkou a vypínačem s kontrolkou, která signalizuje zapnutý stav
  - Některá z předešlých verzí doplněná jemným stupněm (3. stupeň) přepěťové ochrany
  - Master-slave — zásuvka, do které je připojen klíčový spotřebič (počítač) ovládá zapnutí podřízených zásuvek (slave). Obvody umístěné v koncovce měří odběr master zásuky. Když proud touto zásuvkou po vypnutí počítače klesne pod nastavenou mez, odpojí se ostatní zásuvky určené pro napájení například tiskárny, monitoru, modemu.

## Opatření pro zvýšení ochrany před úrazem elektrickým proudem
Takřka všechny spojky (pohyblivé zásuvky) mají pod krytem otočnou clonku (dětskou ochranu), které umožňuje zasunout do spojky pouze normalizovanou vidlici, tedy oba kolíky naráz, nikoli jen jednotlivý kolík, hřebík, šroubovák. Do vlhkého prostředí se vyrábějí koncovky s víčky, která zakrývají celou koncovku, pokud není vidlice zasunutá.

## Příbuzná zařízení
Pokud nemusíme řešit nedostatečnou délku přívodní šňůry spotřebiče, máme k dispozici celou řadu zásuvkových adaptérů, přechodek: To jsou kompaktní zařízení pro zasunutí do zásuvky, jež plní svůj účel přímo na zásuvce, tedy i bez kabelu.
Vidlice i zásuvka jsou na povrchu adaptéru.
- Rozdvojka resp. roztrojka je konstrukční adaptér, který má na sobě větší počet zásuvek a umožní připojit do jediné zásuvky ve stěně několik spotřebičů: několik přívodních šňůr. Většinou je to kombinace několika plnohodnotných zásuvek a jedné nebo více zásuvek pro dvojpólové vidlice spotřebičů třídy ochrany II.
- Přepěťová ochrana — adaptér má na sobě jedinou zásuvku, ale chráněnou jemným stupněm (3. stupeň) přepěťové ochrany
- Spínací hodiny — zásuvka na adaptéru je spínaná mechanickými nebo digitálním spínacími hodinami. Užívá se například pro ovládání zavlažování v zahradě, osvětlení nebo topení.
- Dálkově ovládaná zásuvka — zásuvka na adaptéru je ovládána ručním dálkovým ovládáním nebo pomocí SMS mobilním telefonem.
- Měřič spotřeby energie — měří a vyhodnocuje spotřebu konkrétního spotřebiče, uchovává hodnoty spotřeby i s časovými údaji.

## Galerie

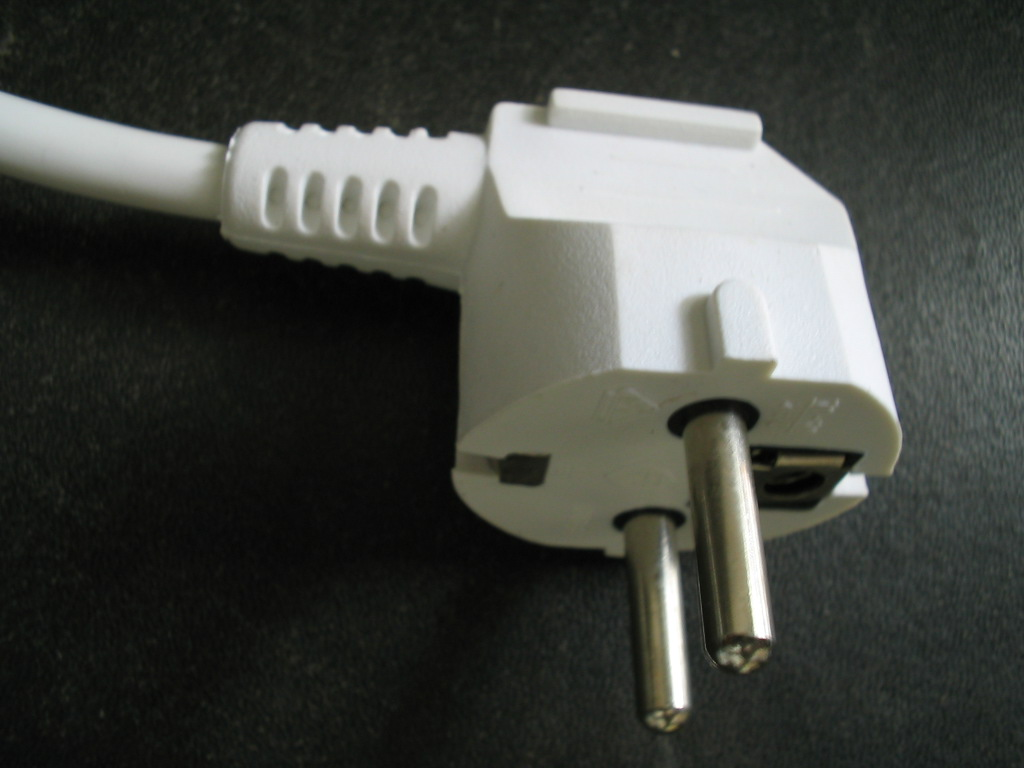
Vidlice UNI-Schuko, vhodná do zásuvek německého i našeho středoevropského / francouzského systému.
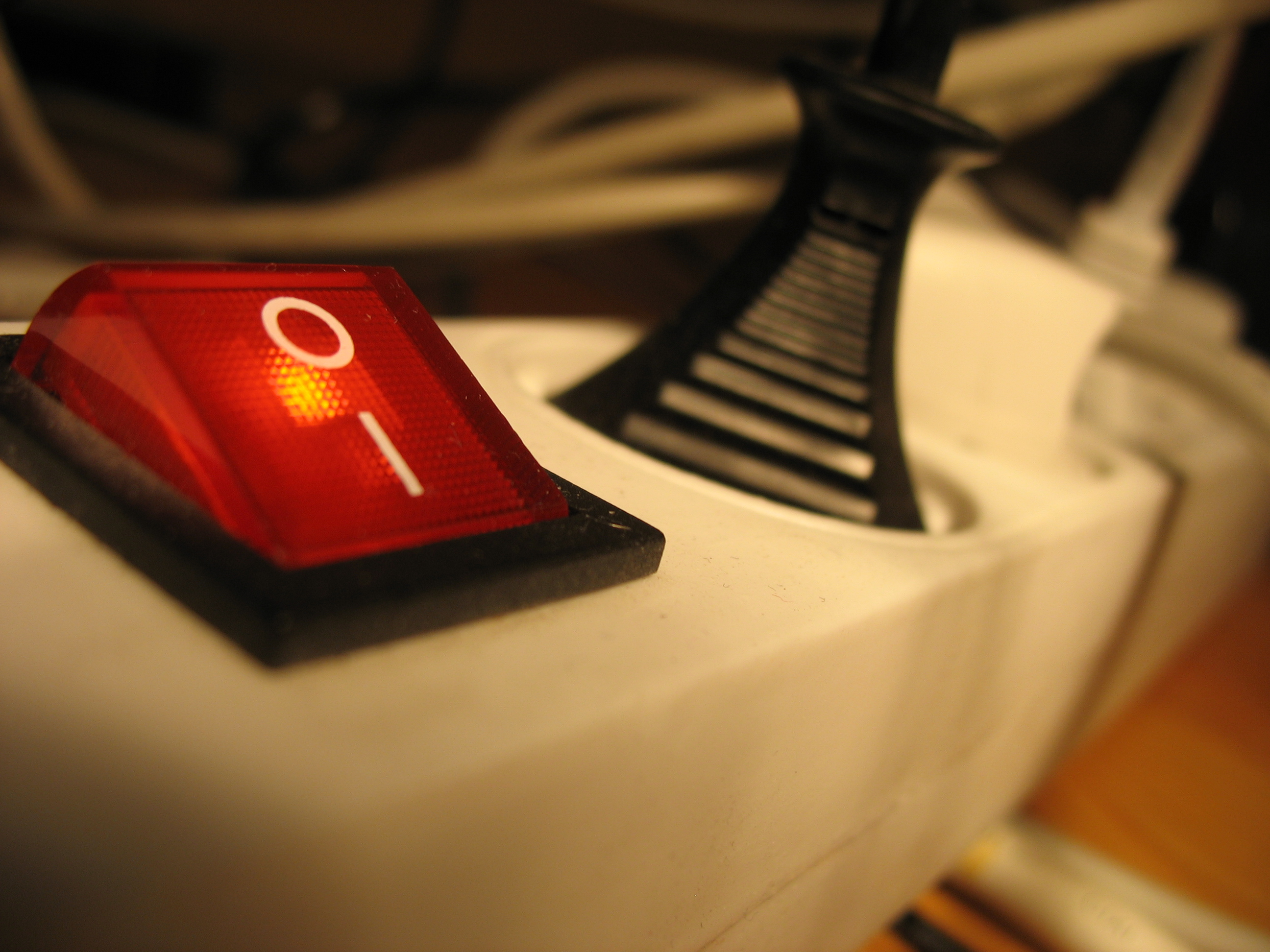
Spínač na vícenásobné zásuvce prodlužovacího kabelu.
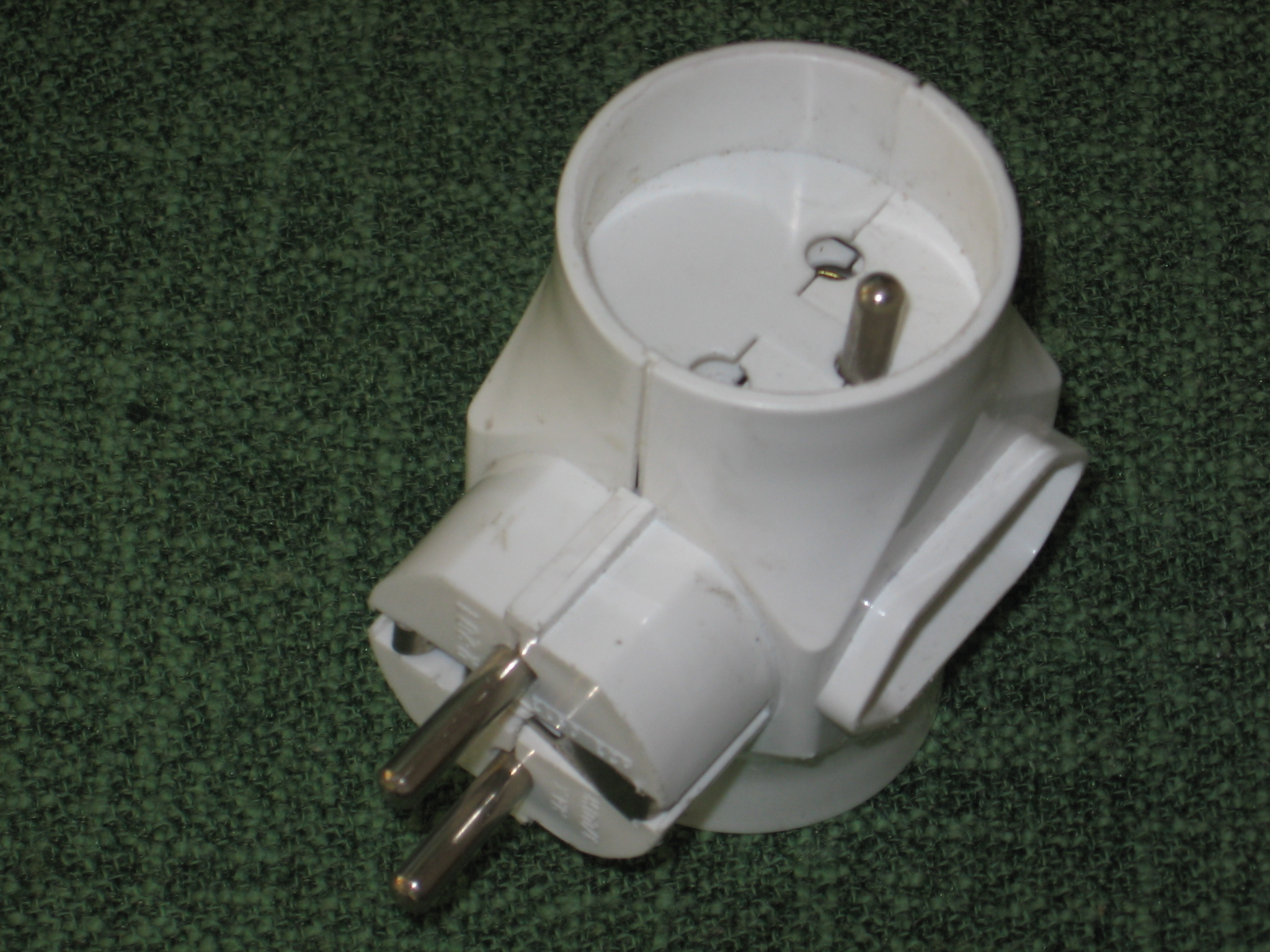
Rozbočovací zásuvka, hovorově rozdvojka či roztrojka.